# Elecciones generales de Níger de 2016
Las elecciones generales de Níger de 2016 tuvieron lugar entre febrero y marzo del mencionado año con el objetivo de renovar la presidencia de la República para el período comprendido entre el 7 de abril de 2016 y el 7 de abril de 2021, así como los 171 escaños de la Asamblea Nacional para el período legislativo del 24 de marzo de 2016 al 24 de marzo de 2021. Fueron los segundos comicios del período conocido como «Séptima República», así como las novenas elecciones presidenciales y las undécimas parlamentarias desde la independencia nigerina. La presidencia se eligió por medio de un sistema de segunda vuelta electoral, necesaria si ninguno de los candidatos obtenía una mayoría absoluta de votos en primera vuelta.
El presidente en ejercicio, Mahamadou Issoufu, buscó la reelección por un segundo mandato bajo la bandera del oficialista Partido Nigerino para la Democracia y el Socialismo (PNDS). Sus principales rivales fueron los mismos que en las elecciones de 2011, Seyni Oumarou, del Movimiento Nacional para la Sociedad del Desarrollo (MNSD) y Hama Amadou, del Movimiento Democrático Nigerino por una Federación Africana (MODEN/FA). Acusado de presunta participación en un caso de tráfico de niños desde Nigeria, Amadou se encontraba en el exilio en Burkina Faso y fue arrestado el 14 de noviembre de 2015, cuando retornó a Níger para hacer campaña, aunque su postulación fue aprobada por las autoridades electorales. Otros candidatos destacados fueron Mahamane Ousmane, que abandonó su partido histórico, la Convención Democrática y Social (CDS) luego de perder las primarias partidarias ante Abdou Labo, y se presentó bajo la bandera del Movimiento Nigerino para la Renovación Democrática (MNRD); e Ibrahim Yacouba, del Movimiento Patriótico Nigerino (MPN). El país había enfrentado ataques terroristas de la organización islamista Boko Haram, por lo que la seguridad y el alivio de la pobreza fue un tema central de la campaña, así como las denuncias de algunos sectores opositores de que el gobierno de Issoufu pretendía manipular los comicios.
Realizada la primera vuelta, el 21 de febrero, Issoufu fue por mucho el candidato más votado con el 48,43% de las preferencias, logrando el mejor resultado para un candidato presidencial en una primera vuelta desde 1996 e imponiéndose en seis de las ocho regiones nigerinas, pero no alcanzando por muy poco el porcentaje requerido para ser reelegido sin enfrentar una segunda vuelta. A pesar de encontrarse encarcelado, Amadou logró obtener la segunda mayor cantidad de votos y asegurar su pase al desempate presidencial con el 17,73%, triunfando en las regiones de Tillabéri y Niamey y relegando a Oumarou (el segundo candidato más votado en la elección anterior) al tercer puesto con solo un 12,12% de los votos, lo que constituyó la primera instancia desde su fundación en 1989 en que el MNSD fracasó en llegar a segunda vuelta en una elección libre. Ousmane consiguió un 6,25% y Yacouba el 4,34%, mientras que los demás candidatos no superaron los tres puntos porcentuales. La participación creció considerablemente con respecto a 2011, alcanzando un 66,82% del electorado, la más alta desde la instauración del multipartidismo.
La Asamblea Nacional, celebrada al mismo tiempo que la primera vuelta presidencial, vio al oficialista PNDS obtener la mayor cantidad de escaños con 75 de las 171 bancas, lejos de lograr una mayoría absoluta que le permitiera gobernar en solitario. Sin embargo, las formaciones aliadas al oficialismo: el Movimiento Patriótico Nigerino, el Movimiento Patriótico por la República y otros nueve partidos con entre 1 y 4 escaños sumaron una mayoría de 118 contra 53 de las fuerzas opositoras, lo que le permitió al gobierno en ejercicio retener el control del gabinete.
De cara a la segunda vuelta, Amadou configuró una coalición de partidos con varios de los candidatos derrotados para apoyar su candidatura. Sin embargo, Oumarou declaró pocos días más tarde que su partido boicotearía la votación y retiraría a sus candidatos electos de la Asamblea Nacional, denunciando que las elecciones habían sido fraudulentas. Los últimos días antes de la votación estuvieron signados por los conflictos internos de la alianza opositora y la mala salud de Amadou, que sufrió una crisis médica y debió ser trasladado a París para recibir tratamiento. Dos días antes de la segunda vuelta, la oposición llamó formalmente al boicot. A pesar de la retirada, la participación continuó siendo alta, con un 59,80% del electorado emitiendo sufragio, e Issoufu logró una abrumadora victoria, con el 92,51% de los votos, lo que representó más de la mitad de los votantes registrados.
Los partidos de la oposición se negaron inicialmente a reconocer los resultados y denunciaron que Issoufu no sería presidente legítimo en cuanto finalizara su primer mandato, boicoteando también la primera sesión del parlamento electo el 24 de marzo. Días más tarde, la justicia ordenó una "liberación provisional" de Amadou, a pesar de que este ya estaba fuera del país. Los diputados opositores aceptaron asumir en abril y ocuparon los puestos que tenían reservados en las comiciones parlamentarias. Issoufu confirmó en su cargo al primer ministro en ejercicio, Brigi Rafini, el 2 de abril.

## Antecedentes
Las elecciones generales de 2011 se realizaron durante el gobierno de facto encabezado por Salou Djibo, que había realizado un golpe de Estado contra el presidente Mamadou Tandja, del Movimiento Nacional para la Sociedad del Desarrollo, luego de las protestas desatadas contra una reforma constitucional que le había permitido presentarse a un tercer mandato. Fue el cuarto golpe de Estado en Níger y puso fin al período conocido como «Sexta República». Las elecciones de 2011 resultaron en una victoria general para el Partido Nigerino para la Democracia y el Socialismo (PNDS), con su líder Mahamadou Issoufu derrotando a Seyni Oumarou, candidato del MNSD, en segunda vuelta y logrando formar un gobierno de coalición en la Asamblea Nacional, encabezado por Brigi Rafini, del PNDS.
El primer mandato de Issoufu se caracterizó por un crecimiento sostenido de la economía, a pesar de continuar considerándose uno de los países más pobres del mundo. La estructura del país se vio modificada por la entrada de Níger en el círculo de países productores de petróleo, importantes inversiones sociales, la emisión de nuevos permisos de minería y la renegociación de los contratos de uranio con AREVA. A pesar de la restauración de la democracia, el clima político del país continuó siendo tenso. En 2014, el presidente de la Asamblea Nacional, Hama Amadou, hasta entonces aliado del gobierno, anunció su pase a la oposición Fue más tarde acusado de estar implicado en una extensa red de tráfico de bebés hacia Nigeria, y huyó a Burkina Faso para evitar el encarcelamiento. La oposición denunció los cargos como políticamente motivados.
Durante la década de 2010, el país fue sacudido por la insurgencia islamista en el Magreb y el Sahel, en Níger encarnada por la organización Boko Haram. La intensidad de los ataques aumentó en los meses previos a los siguientes comicios nacionales, incrementando la transcendencia del terrorismo interno como asunto de campaña. El fracaso del gobierno para asegurar la región de Diffa de los ataques islamistas transfronterizos realizados desde el norte de Nigeria condujo a la declaración de un estado de emergencia.

## Sistema electoral
El presidente de la República de Níger es elegido mediante por voto popular, directo y secreto para un mandato de cinco años, con posibilidad de una sola reelección, mediante un sistema de segunda vuelta electoral. Para resultar elegido presidente en primera instancia, un candidato debe lograr una mayoría absoluta de los votos válidamente emitidos. En caso de que ningún candidato logre esa mayoría, se realizará una segunda vuelta entre las dos formaciones que hubieran recibido la mayor cantidad de votos en la primera, resultando electo el que logre más votos.
La Asamblea Nacional unicameral cuenta con 171 miembros. 158 de estos se eligen por medio de representación proporcional por listas en ocho distritos de múltiples miembros, representando a las ocho regiones de Níger. Ocho parlamentarios son elegidos en circunscripciones uninominales representando a las minorías nacionales. Los parlamentarios restantes son elegidos proporcionalmente en una circunscripción de cinco miembros que representan a los nigerinos residentes en el extranjero. El mandato de la Asamblea Nacional dura un máximo de cinco años, pudiendo ser disuelta por el presidente en acuerdo con el primer ministro o en caso de que se produzca una moción de censura contra el gabinete.

## Candidaturas

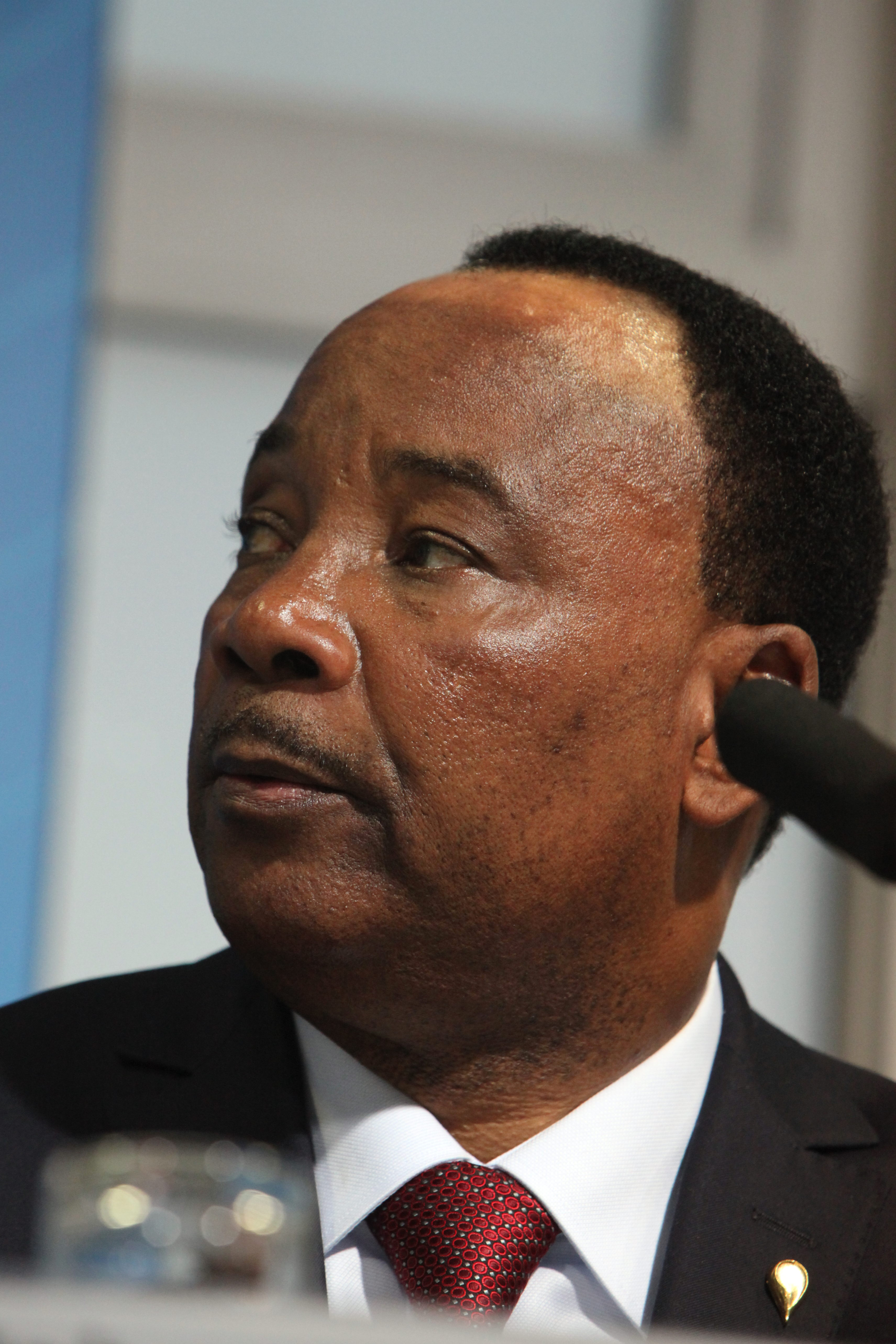
Mahamadou Issoufou

El oficialista Partido Nigerino para la Democracia y el Socialismo (PNDS) designó formalmente al presidente Mahamadou Issoufu como su candidato presidencial el 7 de noviembre de 2015. Mohamed Bazoum, líder del partido, confirmó que la formación apoyaría nuevamente a Issoufu «para que pueda continuar con el trabajo que realiza para el pueblo de Níger», y que el partido esperaba que el presidente pudiera ser reelegido en primera vuelta. La candidatura de Issoufu fue respaldada a su vez por una coalición que reunía a más de veinte partidos políticos menores, que usó el nombre «Movimiento para el Renacimiento de Níger» (MRN). A pesar de lo anterior, algunos de los partidos más importantes integrantes del gobierno de coalición que encabezaba el PNDS: el Movimiento Patriótico Nigerino, el Congreso por la República y la Convención Democrática y Social, entre otros, presentaron candidatos presidenciales separados, si bien se comprometieron a apoyar a Issoufu en una eventual segunda vuelta contra un candidato de la oposición y a sostener la alianza gubernamental después de los comicios.
La oposición se mostró fragmentada. Hama Amadou, del Movimiento Democrático Nigerino por una Federación Africana (MODEN/FA) que había sido aliado de Issoufu y presidente de la Asamblea Nacional hasta 2014, era visto como el rival más prominente para el presidente de turno en las siguientes elecciones. Amadou, que se encontraba en el exilio en Burkina Faso luego de ser imputado por supuesta participación en tráfico de bebés, regresó a Níger el 14 de noviembre de 2015 anunciando su candidatura presidencial, pero fue arrestado en el aeropuerto de Niamey el día de su arribo. El mismo día, la Convención Democrática y Social (CDS), partido del expresidente Mahamane Ousmane, celebró su convención en la que designó a Abdou Labo como su candidato presidencial, derrotando al propio Ousmane. El líder del Movimiento Nacional para la Sociedad del Desarrollo (MNSD), Seyni Oumarou, que había sido el segundo candidato más votado en primera y segunda vuelta contra Issoufu en las elecciones de 2011, fue confirmado como candidato de su partido por segunda vez el 29 de noviembre de 2015, dos semanas después del arresto de Amadou. Amadou Cissé fue nuevamente candidato por la Unión por la Democracia y la República (UDR). Tras fracasar en obtener la nominación de su partido, Osumane se separó de este, y el 30 de diciembre de 2015 confirmó que sería candidato nuevamente, esta vez por una alianza entre el Movimiento Nigerino para la Renovación Democrática (MNRD) y el Partido para el Socialismo y la Democracia en Níger (PSDN).
En los primeros días del año 2016, Amadou, Oumarou, Ousmane y Cissé firmaron un acuerdo por medio del cual se comprometieron a apoyar a cualquiera de los cuatro en caso de que uno de ellos pasara a segunda vuelta contra Issoufu. El 9 de enero, la Comisión Electoral Nacional Independiente anunció que había autorizado la postulación de quince candidatos a la presidencia, incluyendo a Amadou y Abdou Labo, que no estaba encarcelado pero también enfrentaba cargos relacionados con la investigación de tráfico de bebés. A un candidato menor, Abdoul-Karim Bakasso, se le impidió postularse por no haber presentado un certificado médico. Un pedido judicial para liberar a Amadou fue rechazado el 11 de enero. El abogado de Amadou declaró a los medios que el candidato se consideraba un preso político, y que no presentaría más apelaciones.

## Elecciones presidenciales

### Primera vuelta
|  | 48.43 % |

|  | 17.73 % |

|  | 12.12 % |

|  | 6.25 % |

|  | 4.34 % |

|  | 2.91 % |

|  | 2.09 % |

|  | 1.78 % |

|  | 1.49 % |

|  | 0.96 % |

|  | 0.59 % |

|  | 0.40 % |

|  | 0.40 % |

|  | 0.35 % |

|  | 0.16 % |

|  | 91.80 % |

|  | 8.20 % |

|  | 100.00 % |

|  | 66.82 % |

### Segunda vuelta
|  | 92.49 % |

|  | 7.51 % |

|  | 97.80 % |

|  | 2.20 % |

|  | 100.00 % |

|  | 59.80 % |

## Elecciones parlamentarias

### Resultados generales
|  | 35.29 % |

|  | 50.08 % |

|  | 48.20 % |

|  | 35.72 % |

|  | 7.23 % |

|  | 8.69 % |

|  | 2.80 % |

|  | 7.20 % |

|  | 3.28 % |

|  | 1.72 % |

|  | 3.19 % |

|  | 3.04 % |

|  | 0.97 % |

|  | 4.75 % |

|  | 2.47 % |

|  | 3.08 % |

|  | 0.09 % |

|  | 2.96 % |

|  | 3.01 % |

|  | 0.15 % |

|  | 2.90 % |

|  | 2.65 % |

|  | 1.05 % |

|  | 2.57 % |

|  | 2.48 % |

|  | 0.73 % |

|  | 2.40 % |

|  | 2.47 % |

|  | 0.03 % |

|  | 2.37 % |

|  | 1.65 % |

|  | 0.07 % |

|  | 1.58 % |

|  | 1.53 % |

|  | 0.02 % |

|  | 1.47 % |

|  | 0.95 % |

|  | 0.91 % |

|  | 66.66 % |

|  | 63.59 % |

|  | 55.75 % |

|  | 65.74 % |

|  | 12.64 % |

|  | 14.29 % |

|  | 34.49 % |

|  | 12.91 % |

|  | 10.17 % |

|  | 14.27 % |

|  | 9.76 % |

|  | 10.24 % |

|  | 4.31 % |

|  | 0.84 % |

|  | 4.16 % |

|  | 2.22 % |

|  | 3.04 % |

|  | 2.21 % |

|  | 29.34 % |

|  | 32.45 % |

|  | 44.25 % |

|  | 29.52 % |

|  | 0.52 % |

|  | 1.14 % |

|  | 0.52 % |

|  | 0.50 % |

|  | 0.02 % |

|  | 0.48 % |

|  | 0.48 % |

|  | 0.27 % |

|  | 0.47 % |

|  | 0.34 % |

|  | 1.47 % |

|  | 0.36 % |

|  | 0.37 % |

|  | 0.35 % |

|  | 0.34 % |

|  | 0.56 % |

|  | 0.34 % |

|  | 0.29 % |

|  | 0.03 % |

|  | 0.28 % |

|  | 0.28 % |

|  | 0.01 % |

|  | 0.27 % |

|  | 0.25 % |

|  | 0.01 % |

|  | 0.24 % |

|  | 0.19 % |

|  | 0.18 % |

|  | 0.14 % |

|  | 0.14 % |

|  | 0.11 % |

|  | 0.11 % |

|  | 0.11 % |

|  | 0.01 % |

|  | 0.10 % |

|  | 0.09 % |

|  | 0.09 % |

|  | 0.05 % |

|  | 0.05 % |

|  | 0.05 % |

|  | 0.05 % |

|  | 0.30 % |

|  | 0.01 % |

|  | 0.06 % |

|  | 0.00 % |

|  | 0.01 % |

|  | 0.00 % |

|  | 0.01 % |

|  | 0.00 % |

|  | 6.97 % |

|  | 0.18 % |

|  | 94.86 % |

|  | 92.98 % |

|  | 93.86 % |

|  | 94.80 % |

|  | 5.14 % |

|  | 7.02 % |

|  | 6.14 % |

|  | 5.20 % |

|  | 100.00 % |

|  | 100.00 % |

|  | 100.00 % |

|  | 100.00 % |

|  | 66.50 % |

|  | 62.81 % |

|  | 54.70 % |

|  | 66.39 % |

### Resultado por distrito electoral
|  | 54.67 % |

|  | 15.18 % |

|  | 12.54 % |

|  | 7.64 % |

|  | 3.17 % |

|  | 2.89 % |

|  | 1.06 % |

|  | 0.99 % |

|  | 0.94 % |

|  | 0.66 % |

|  | 0.26 % |

|  | 97.12 % |

|  | 2.88 % |

|  | 100.00 % |

|  | 70.62 % |

|  | 35.92 % |

|  | 15.68 % |

|  | 15.35 % |

|  | 10.32 % |

|  | 4.97 % |

|  | 4.25 % |

|  | 3.48 % |

|  | 3.23 % |

|  | 1.89 % |

|  | 1.43 % |

|  | 1.32 % |

|  | 1.06 % |

|  | 0.56 % |

|  | 0.53 % |

|  | 95.07 % |

|  | 4.93 % |

|  | 100.00 % |

|  | 60.10 % |

|  | 21.79 % |

|  | 15.73 % |

|  | 15.35 % |

|  | 12.08 % |

|  | 6.67 % |

|  | 5.16 % |

|  | 4.56 % |

|  | 4.03 % |

|  | 3.48 % |

|  | 2.47 % |

|  | 2.38 % |

|  | 2.27 % |

|  | 1.82 % |

|  | 1.01 % |

|  | 1.00 % |

|  | 0.61 % |

|  | 0.49 % |

|  | 95.63 % |

|  | 4.37 % |

|  | 100.00 % |

|  | 70.29 % |

|  | 29.48 % |

|  | 13.38 % |

|  | 10.08 % |

|  | 8.09 % |

|  | 6.77 % |

|  | 5.81 % |

|  | 4.82 % |

|  | 4.08 % |

|  | 3.66 % |

|  | 3.56 % |

|  | 2.82 % |

|  | 2.52 % |

|  | 1.75 % |

|  | 1.67 % |

|  | 0.94 % |

|  | 0.57 % |

|  | 93.51 % |

|  | 6.49 % |

|  | 100.00 % |

|  | 65.76 % |

|  | 37.53 % |

|  | 21.07 % |

|  | 9.42 % |

|  | 6.64 % |

|  | 5.41 % |

|  | 5.18 % |

|  | 3.82 % |

|  | 3.33 % |

|  | 2.20 % |

|  | 1.85 % |

|  | 1.15 % |

|  | 0.93 % |

|  | 0.67 % |

|  | 0.56 % |

|  | 0.26 % |

|  | 96.89 % |

|  | 3.11 % |

|  | 100.00 % |

|  | 55.71 % |

|  | 65.71 % |

|  | 8.24 % |

|  | 4.66 % |

|  | 4.06 % |

|  | 3.93 % |

|  | 3.14 % |

|  | 2.35 % |

|  | 1.42 % |

|  | 0.94 % |

|  | 0.90 % |

|  | 0.87 % |

|  | 0.63 % |

|  | 0.62 % |

|  | 0.61 % |

|  | 0.49 % |

|  | 0.48 % |

|  | 0.48 % |

|  | 0.23 % |

|  | 0.23 % |

|  | 95.93 % |

|  | 4.07 % |

|  | 100.00 % |

|  | 76.10 % |

|  | 32.10 % |

|  | 22.39 % |

|  | 13.74 % |

|  | 8.54 % |

|  | 8.09 % |

|  | 2.90 % |

|  | 2.33 % |

|  | 2.11 % |

|  | 1.34 % |

|  | 1.21 % |

|  | 1.16 % |

|  | 1.14 % |

|  | 1.08 % |

|  | 0.85 % |

|  | 0.68 % |

|  | 0.35 % |

|  | 95.20 % |

|  | 4.80 % |

|  | 100.00 % |

|  | 68.33 % |

|  | 24.67 % |

|  | 13.89 % |

|  | 12.19 % |

|  | 7.02 % |

|  | 5.46 % |

|  | 4.95 % |

|  | 4.66 % |

|  | 4.55 % |

|  | 4.50 % |

|  | 4.08 % |

|  | 3.75 % |

|  | 3.32 % |

|  | 1.93 % |

|  | 1.92 % |

|  | 1.84 % |

|  | 0.77 % |

|  | 0.48 % |

|  | 93.18 % |

|  | 6.82 % |

|  | 100.00 % |

|  | 59.31 % |

|  | 44.08 % |

|  | 28.01 % |

|  | 18.68 % |

|  | 3.91 % |

|  | 3.59 % |

|  | 0.77 % |

|  | 0.37 % |

|  | 0.35 % |

|  | 0.26 % |

|  | 97.02 % |

|  | 2.98 % |

|  | 100.00 % |

|  | 72.29 % |

|  | 80.82 % |

|  | 9.77 % |

|  | 6.11 % |

|  | 0.87 % |

|  | 0.72 % |

|  | 0.59 % |

|  | 0.52 % |

|  | 0.20 % |

|  | 0.17 % |

|  | 0.16 % |

|  | 0.04 % |

|  | 0.04 % |

|  | 96.60 % |

|  | 3.40 % |

|  | 100.00 % |

|  | 78.86 % |

|  | 57.97 % |

|  | 22.75 % |

|  | 9.22 % |

|  | 2.04 % |

|  | 1.74 % |

|  | 1.16 % |

|  | 0.73 % |

|  | 0.56 % |

|  | 0.53 % |

|  | 0.53 % |

|  | 0.43 % |

|  | 0.41 % |

|  | 0.39 % |

|  | 0.38 % |

|  | 0.29 % |

|  | 0.24 % |

|  | 0.10 % |

|  | 0.09 % |

|  | 0.09 % |

|  | 0.07 % |

|  | 0.07 % |

|  | 0.06 % |

|  | 0.06 % |

|  | 0.06 % |

|  | 0.03 % |

|  | 92.40 % |

|  | 7.60 % |

|  | 100.00 % |

|  | 58.86 % |

|  | 48.51 % |

|  | 47.38 % |

|  | 1.64 % |

|  | 0.57 % |

|  | 0.36 % |

|  | 0.34 % |

|  | 0.27 % |

|  | 0.25 % |

|  | 0.25 % |

|  | 0.17 % |

|  | 0.13 % |

|  | 0.13 % |

|  | 92.48 % |

|  | 7.52 % |

|  | 100.00 % |

|  | 66.34 % |

|  | 47.32 % |

|  | 33.48 % |

|  | 13.01 % |

|  | 2.08 % |

|  | 1.51 % |

|  | 1.01 % |

|  | 0.80 % |

|  | 0.58 % |

|  | 0.22 % |

|  | 94.56 % |

|  | 5.44 % |

|  | 100.00 % |

|  | 60.23 % |

|  | 36.21 % |

|  | 23.56 % |

|  | 11.57 % |

|  | 11.01 % |

|  | 10.64 % |

|  | 1.53 % |

|  | 1.21 % |

|  | 1.11 % |

|  | 1.10 % |

|  | 1.08 % |

|  | 0.98 % |

|  | 84.28 % |

|  | 15.72 % |

|  | 100.00 % |

|  | 56.74 % |

|  | 34.09 % |

|  | 27.03 % |

|  | 14.35 % |

|  | 7.63 % |

|  | 3.91 % |

|  | 3.12 % |

|  | 1.90 % |

|  | 1.84 % |

|  | 1.63 % |

|  | 1.60 % |

|  | 1.00 % |

|  | 0.87 % |

|  | 0.70 % |

|  | 0.34 % |

|  | 99.42 % |

|  | 0.58 % |

|  | 100.00 % |

|  | 70.72 % |

|  | 71.90 % |

|  | 23.04 % |

|  | 1.40 % |

|  | 0.77 % |

|  | 0.70 % |

|  | 0.67 % |

|  | 0.52 % |

|  | 0.33 % |

|  | 0.27 % |

|  | 0.26 % |

|  | 0.13 % |

|  | 92.87 % |

|  | 7.13 % |

|  | 100.00 % |

|  | 53.59 % |

|  | 48.20 % |

|  | 34.49 % |

|  | 9.76 % |

|  | 4.75 % |

|  | 2.80 % |

|  | 93.86 % |

|  | 6.14 % |

|  | 100.00 % |

|  | 54.70 % |